# Прайс, Рэй
Рэй Прайс (англ. Ray Price; 12 января 1926[…], Вуд, Техас — 16 декабря 2013, Маунт-Плезант, Техас) — американский певец, автор песен и гитарист. В 1996 году внесён в Зал славы кантри-музыки. Наиболее известные композиции — Release Me, Crazy Arms, For the Good Times, Danny Boy, City Lights.

## Карьера
Рэй Прайс родился 12 января 1926 года в Перривилле, Техас, США.
Служил в морской пехоте в 1944—1946 годах.
Начал петь на радио в городе Абилине, штат Техас, с 1948 года. Через год присоединился к легендарному рокабилли-шоу Big D Jamboree в Далласе. В начале 1950-х годов добрался до Нэшвилла, где некоторое время делил комнату с иконой кантри-музыки Хэнком Уильямсом. Когда Хэнк умер, Прайс пытался управлять его группой Drifting Cowboys, но результаты оказались незначительными.
Рэй создал свою группу Cherokee Cowboys в 1953 году. Её участниками в конце 1950-х и начале 1960-х были Роджер Миллер, Вилли Нельсон, Даррелл Макколл, Джонни Пэйчек, а также Джонни Буш. Прайс стал одним из самых известных исполнителей хонки-тонк музыки 50-х, на его счету такие хиты, как Talk To Your Heart и Release Me.
В эпоху 1960-х годов музыкант начал эксперименты с нэшвиллским звучанием, исполнял медленные баллады и использовал в аранжировке классические инструменты и бэк-вокалистов. Примерами этих стилистических изменений могут послужить песни Danny Boy (1967) и For the Good Times (1970). For the Good Times, написанная Крисом Кристоферсоном, достигла 11 места поп-чарта. Она отличалась очень приятным звучанием, что сильно контрастировало со звуками хонки-тонка. Рэй спел ещё три кантри-хита I Won’t Mention It Again, She’s Got To Be A Saint и You’re the Best Thing That Ever Happened To Me, а последней песней из «лучшей десятки» стал трек Diamonds In The Stars, записанный в начале 1982 года. Все композиции Прайса вплоть до 1989 года попадали в кантри-чарты.
Затем Прайс работал с госпел-материалом, им написаны такие евангелистские хиты, как Amazing Grace, Rock of Ages, What A Friend We Have In Jesus и Farther Along.
В 2006 году Рэй стал жить вблизи Маунт-Плезант, штат Техас. До самых последних дней своей жизни выступал с концертами по всей стране. 
В 2009 году музыкант дважды появился в шоу канала FOX Huckabee. В первый раз с группой Cherokee Cowboys и ведущим Майком Хакаби он исполнил песни Crazy Arms и Heartaches By The Numbers. Во второй раз с бэндом Cherokee Cowboys и Хакаби за ударными исполнил дуэтом с Вилли Нельсоном песни Faded Love и Crazy.
Над своим последним альбомом Last of the Breed работал с другими легендами кантри-музыки — Вилли Нельсоном и Мерлом Хаггардом. Альбом был выпущен 20 марта 2007 года на музыкальном лейбле Lost Highway Records. На двух дисках было собрано 20 классических, проверенных временем кантри-треков, а также несколько новых композиций. Трио музыкантов с 9 по 25 марта отправилось в гастрольный тур по Соединённым Штатам, начав с Аризоны и закончив в Иллинойсе. В карьере Прайса это был третий альбом, сделанный совместно с Нельсоном, и первый — с Хаггардом.
For The Good Times стала официальной песней Company A-1 корпуса кадетов техасского Университета A&M. В начале 1980-х годов, находясь под угрозой роспуска из-за беспочвенных обвинений, старшекурсники спели эту песню перед последней футбольной игрой. Ныне For The Good Times исполняется Company A-1 перед каждым футбольным матчем.
Рэй Прайс умер 16 декабря 2013 года в возрасте 87 лет в результате онкологического заболевания в своём доме в штате Техас.